# Spliff
Gli Spliff sono stati un gruppo musicale tedesco di rock e musica elettronica attivo tra il 1980 e il 1985, esponenti della Neue Deutsche Welle.

## Storia
I membri erano Herwig Mitteregger, Reinhold Heil, Bernhard Potschka e Manfred Praeker. Mitteregger, Potschka e Praeker si erano conosciuti negli anni Settanta, quando suonavano nei Lokomotive Kreuzberg. Dopo lo scioglimento della band, i tre fondarono assieme ad Heil ed alla cantante Nina Hagen, la Nina-Hagen-Band, che pubblicò due dischi prima dell'uscita della Hagen.
Nel 1980 i quattro musicisti composero assieme ad Alf Klimek ed al dj statunitense Rick De Lisle, l'opera rock Spliff Radio Show. L'album che ne fu tratto venne distribuito in tutta Europa.
Nel 1982 uscì 85555, il primo album pubblicato con il nome Spliff, che uscì in versione tedesca e - sul mercato internazionale - inglese. Il nome dell'album era in realtà il numero di catalogo dello stesso, come accadrà poi con 90125 degli Yes un anno dopo. I singoli di maggior successo furono tratti da quest'album: Heut'Nacht e Carbonara.

Carbonara è una canzone dal ritmo reggae e dal testo, in parte in italiano maccheronico ed in parte in tedesco, che parla di alcuni giovani squattrinati che, con pochi spiccioli in tasca, sono costretti a mangiare solo spaghetti alla carbonara e bere coca cola anche se amerebbero mangiare delle prelibatezze locali. Nel testo vengono citati anche lo spumante Asti, la mafia, le Brigate Rosse, l'Autostrada del Sole (strada del sol), i gelati Motta, l'amaretto e la belladonna.
Più tardi nello stesso anno uscirà anche l'album Herzlichen Glückwunsch, seguito due anni dopo da Schwarz auf Weiß (per la cui tournée si aggiungerà al gruppo il batterista Curt Cress).
Nel 1985 la band si sciolse per divergenze musicali.

## Formazione
- Herwig Mitteregger
- Reinhold Heil
- Bernhard Potschka
- Manfred Praeker

## Discografia parziale

### Album
- 1980 - The Spliff Radio Show – (CBS 84555)
- 1982 - 85555 – (CBS 85555)
- 1982 - 85555 (International Version) – (CBS 85739)
- 1982 - Herzlichen Glückwunsch – (CBS 25152)
- 1984 - Schwarz auf Weiß – (CBS 26140)

### Raccolte
- 1990 - SPLIFF-REMIX – (brani noti e meno noti rimasterizzati, perlopiù da Reinhold Heil).
- 1993 - Alles Gute – Raccolta (Columbia – Sony/BMG)
- 1997 - Bahnhof Carbonara – Best – Raccolta (Phono Music/Zounds) che contiene anche brani della Nina-Hagen Band e di Herwig Mitteregger solista (Zounds 27200736 B)
- 2001 - Alles Gute – Nuova edizione della raccolta del 1993 (Epic – Sony/BMG)
- 2010 - Kult - 30 Jahre Spliff - Doppio CD con un Best Of ed un cd contenente versioni rimaterizzate e live, oltre a quattro tracce inedite (Sony)

### Singoli
- 1982 - Carbonara [2]